# Wahlkreis Neukölln 5
Der Wahlkreis Neukölln 5 ist ein Abgeordnetenhauswahlkreis in Berlin. Er gehört zum Wahlkreisverband Neukölln und umfasst den Ortsteil Britz südwestlich der Linie Tempelhofer Weg/Buschkrugallee sowie den Ortsteil Buckow westlich des Kölner Damms.
Bei vorherigen Wahlen hatte der Wahlkreis einen anderen Zuschnitt und umfasste die Gebiete Rudower Straße, Kölner Damm und Gropiusstadt.

## Abgeordnetenhauswahl 2023
Bei der Wahl zum Abgeordnetenhaus von Berlin 2023 traten folgende Kandidaten an:
| Name                              | Partei           | Anteil der Erststimmen | Anteil der Zweitstimmen |
| --------------------------------- | ---------------- | ---------------------- | ----------------------- |
| Robbin Juhnke                     | CDU              | 43,1 %                 | 40,3 %                  |
| Nina Lerch                        | SPD              | 24,9 %                 | 25,3 %                  |
| Jörg Kapitän                      | AfD              | 09,9 %                 | 09,9 %                  |
| Christina Hilmer-Benedict         | Grüne            | 08,0 %                 | 08,5 %                  |
| Ferat Koçak                       | Die Linke        | 04,7 %                 | 04,4 %                  |
| Angela Dehio                      | FDP              | 03,6 %                 | 04,4 %                  |
| Martin Ullrich                    | Tierschutzpartei | 03,3 %                 | 02,5 %                  |
| Martin Sonneborn                  | Die PARTEI       | 01,5 %                 | 00,8 %                  |
| Philipp Sokol                     | dieBasis         | 00,5 %                 | 00,4 %                  |
| Bernward Eberenz                  | Freie Wähler     | 00,4 %                 | 00,4 %                  |
| Hans-Dieter Worbs                 | Einzelbewerber   | 00,1 %                 | 0–                      |
| –                                 | Sonstige         | –                      | 03,1 %                  |
| Wahlberechtigte: 32.698 Einwohner |                  |                        |                         |
| Wahlbeteiligung: 62,3 %           |                  |                        |                         |

## Abgeordnetenhauswahl 2021
Bei der Wahl zum Abgeordnetenhaus von Berlin 2021 traten folgende Kandidaten an:
| Name                              | Partei           | Anteil der Erststimmen | Anteil der Zweitstimmen |
| --------------------------------- | ---------------- | ---------------------- | ----------------------- |
| Nina Lerch                        | SPD              | 30,3 %                 | 33,1 %                  |
| Robbin Juhnke                     | CDU              | 28,7 %                 | 24,8 %                  |
| Christina Hilmer-Benedict         | Grüne            | 10,2 %                 | 09,4 %                  |
| Jörg Kapitän                      | AfD              | 09,5 %                 | 09,2 %                  |
| Angela Dehio                      | FDP              | 07,4 %                 | 07,3 %                  |
| Ferat Koçak                       | Die Linke        | 05,6 %                 | 05,0 %                  |
| Martin Ullrich                    | Tierschutzpartei | 04,0 %                 | 02,4 %                  |
| Florian Müller                    | Die PARTEI       | 01,6 %                 | 01,1 %                  |
| Bernward Eberenz                  | Freie Wähler     | 01,3 %                 | 00,9 %                  |
| Philipp Sokol                     | dieBasis         | 01,2 %                 | 00,9 %                  |
| Hans-Dieter Worbs                 | Einzelbewerber   | 00,2 %                 | 0–                      |
| –                                 | Team Todenhöfer  | –                      | 02,0 %                  |
| –                                 | Sonstige         | –                      | 03,9 %                  |
| Wahlberechtigte: 33.243 Einwohner |                  |                        |                         |
| Wahlbeteiligung: 74,2 %           |                  |                        |                         |

## Abgeordnetenhauswahl 2016
Bei der Wahl zum Abgeordnetenhaus von Berlin 2016 traten folgende Kandidaten an:
| Name                              | Partei           | Anteil der Erststimmen | Anteil der Zweitstimmen |
| --------------------------------- | ---------------- | ---------------------- | ----------------------- |
| Robbin Juhnke                     | CDU              | 30,0 %                 | 27,2 %                  |
| Anja Hertel                       | SPD              | 29,0 %                 | 24,6 %                  |
| Christian Blank                   | AfD              | 18,2 %                 | 18,1 %                  |
| Marcus Jensen                     | FDP              | 08,1 %                 | 08,4 %                  |
| Wolfgang Ewert                    | Grüne            | 07,9 %                 | 08,4 %                  |
| Hannah Rübig                      | Die Linke        | 05,9 %                 | 05,7 %                  |
| Maik Puricz                       | NPD              | 01,0 %                 | 00,8 %                  |
| –                                 | Tierschutzpartei | 0–                     | 02,3 %                  |
| –                                 | Graue Panther    | 0–                     | 01,3 %                  |
| –                                 | Sonstige         | 0–                     | 03,2 %                  |
| Wahlberechtigte: 27.626 Einwohner |                  |                        |                         |
| Wahlbeteiligung: 68,0 %           |                  |                        |                         |

## Abgeordnetenhauswahl 2011
Bei der Wahl zum Abgeordnetenhaus von Berlin 2011 traten folgende Kandidaten an:
| Name                              | Partei           | Anteil der Erststimmen | Anteil der Zweitstimmen |
| --------------------------------- | ---------------- | ---------------------- | ----------------------- |
| Falko Liecke                      | CDU              | 38,4 %                 | 37,3 %                  |
| Jan-Christopher Rämer             | SPD              | 36,7 %                 | 31,0 %                  |
| Ursula Künning                    | Grüne            | 08,7 %                 | 09,4 %                  |
| Viktor Schwindt                   | NPD              | 04,5 %                 | 04,2 %                  |
| Ruben Lehnert                     | Die Linke        | 03,6 %                 | 03,4 %                  |
| ?                                 | pro Deutschland  | 02,7 %                 | 01,7 %                  |
| Franz Wittke                      | FDP              | 02,1 %                 | 02,2 %                  |
| ?                                 | BIG              | 01,8 %                 | 01,4 %                  |
| ?                                 | Die Freiheit     | 01,5 %                 | 01,1 %                  |
| –                                 | Piraten          | –                      | 05,7 %                  |
| –                                 | Tierschutzpartei | –                      | 01,7 %                  |
| –                                 | Sonstige         | –                      | 00,9 %                  |
| Wahlberechtigte: 33.611 Einwohner |                  |                        |                         |
| Wahlbeteiligung: 59,2 %           |                  |                        |                         |

Der Wahlkreissieger Falko Liecke nahm sein Mandat nicht an und wurde stattdessen Bezirksstadtrat und stellvertretender Bezirksbürgermeister im Bezirk Neukölln. Sein Nachrücker auf der Bezirksliste wurde daraufhin Michael Freiberg.

## Abgeordnetenhauswahl 2006
Bei der Wahl zum Abgeordnetenhaus von Berlin 2006 traten folgende Kandidaten an:
| Name                              | Partei    | Anteil der Erststimmen |
| --------------------------------- | --------- | ---------------------- |
| Marion Kroll                      | CDU       | 40,8 %                 |
| Andreas Tetzlaff                  | SPD       | 37,4 %                 |
| Franz Wittke                      | FDP       | 10,9 %                 |
| Horst Voigt                       | Grüne     | 06,2 %                 |
| Julia Wiedemann                   | Die Linke | 04,7 %                 |
| Wahlberechtigte: 34.326 Einwohner |           |                        |
| Wahlbeteiligung: 59,4 %           |           |                        |

## Abgeordnetenhauswahl 2001
Bei der Wahl zum Abgeordnetenhaus von Berlin 2001 traten folgende Kandidaten an:
| Name                              | Partei | Anteil der Erststimmen |
| --------------------------------- | ------ | ---------------------- |
| Reinhard Führer                   | CDU    | 43,7 %                 |
| Jutta Weißbecker                  | SPD    | 37,5 %                 |
| Jürgen Ehlers                     | FDP    | 11,4 %                 |
| Björn Sörensen                    | PDS    | 04,1 %                 |
| Horst Voigt                       | Grüne  | 03,3 %                 |
| Wahlberechtigte: 32.287 Einwohner |        |                        |
| Wahlbeteiligung: 70,2 %           |        |                        |

## Abgeordnetenhauswahl 1999
Bei der Wahl zum Abgeordnetenhaus von Berlin 1999 traten folgende Kandidaten an:
| Name                              | Partei | Anteil der Erststimmen |
| --------------------------------- | ------ | ---------------------- |
| Eberhard Diepgen                  | CDU    | 64,9 %                 |
| Jutta Weißbecker                  | SPD    | 24,7 %                 |
| Horst Voigt                       | Grüne  | 03,1 %                 |
| Inge Grenzow                      | Graue  | 03,0 %                 |
| Ali Akyildiz                      | PDS    | 02,9 %                 |
| Axel Berling                      | FDP    | 01,4 %                 |
| Wahlberechtigte: 32.812 Einwohner |        |                        |
| Wahlbeteiligung: 67,5 %           |        |                        |

## Abgeordnetenhauswahl 1995
Der Bezirk Neukölln hatte bei der Abgeordnetenhauswahl 1995 anders als in den Folgejahren nicht sechs, sondern sieben Wahlkreise. Ein direkter Vergleich ist daher nicht möglich.

## Bisherige Abgeordnete
Direkt gewählte Abgeordnete des Wahlkreises Neukölln 5 waren bis heute: 
| Jahr | Name             | Partei | Anteil der Erststimmen |
| ---- | ---------------- | ------ | ---------------------- |
| 2023 | Robbin Juhnke    | CDU    | 43,1 %                 |
| 2021 | Nina Lerch       | SPD    | 30,3 %                 |
| 2016 | Robbin Juhnke    | CDU    | 30,0 %                 |
| 2011 | Falko Liecke     | CDU    | 38,3 %                 |
| 2006 | Marion Kroll     | CDU    | 40,8 %                 |
| 2001 | Reinhard Führer  | CDU    | 43,7 %                 |
| 1999 | Eberhard Diepgen | CDU    | 64,9 %                 |